# Rie Inō
Rie Ino 伊野尾理枝 es una actriz japonesa nacida en Tokio en 1967. La actriz es conocida por interpretar el personaje de Sadako Yamamura por primera vez en cine, en Ringu (El aro). Hay escasa información sobre esta mujer, quien creó este emblemático personaje de cabellos largos en todo el mundo; en Ringu aparece en varias ocasiones, pero nunca se le ve el rostro ya que siempre trae sus famosos cabellos largos cubriéndole toda la cabeza que caen poco antes de la cintura. En la escena final realiza su acto que la catapulto al éxito mundial, como icono del Terror Japonés, donde se sale escalofriantemente del pozo, y atraviesa la pantalla del televisor arrastrándose hasta la víctima. Su ojo izquierdo puede verse detalladamente. A diferencia de Ringu en Ringu 2 si se puede ver su cara, aunque con una máscara y maquillaje verde, donde muestra al cadáver de Sadako emergiendo del agua y trepando el pozo. Posteriormente en las siguientes películas de Ringu tales como Rasen, Ringu 2, Ringu 0, Sadako 3D, no participa como Sadako. 

## Filmografía
- Inugami (2001)
- Ringu 2 (1999)
- Ringu (1998)